# رصيص (جيولوجيا)

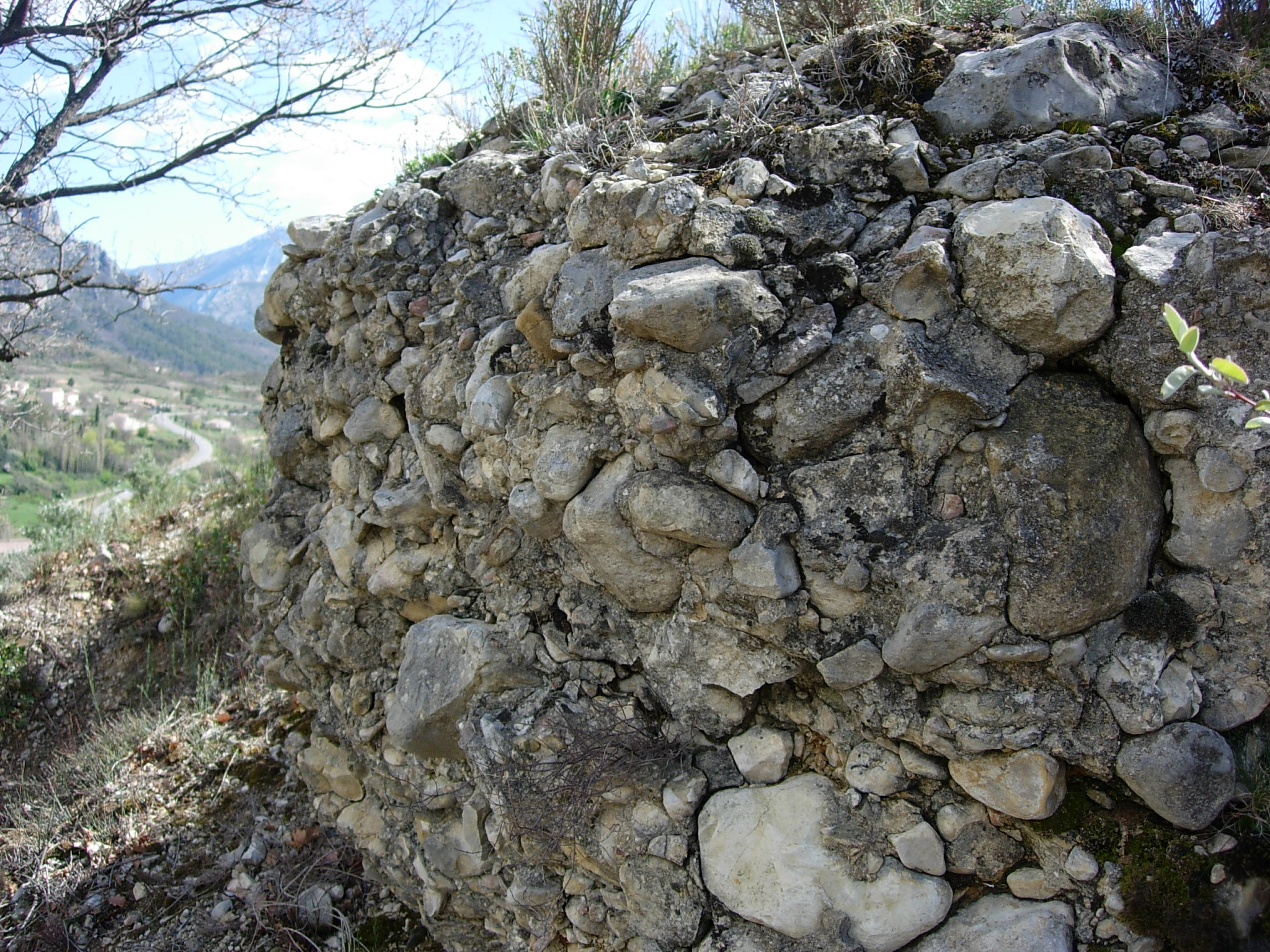
صخور الرصيص في إقليم بروڤنس ألپ كوت دازور، فرنسا

الرصيص أو الدملوك (بالإنجليزية: conglomerate) هي نوع من الصخور الرسوبية والفتاتية، خشنة الحبيبات التي تتألف من جزء أساسي من الحصى المستدير إلى حصى فتاتي شبه زاوي ذات قطر أكبر من 2 مليمتر (0.079 بوصة). يحتوي الرصيص عادةً على رواسب دقيقة الحبيبات، على سبيل المثال الرمل أو الطمي أو الطين أو مجموعة منها، تسمى الفرشة من قبل الجيولوجيين، حيث تملأ فجواتها الخلالية وغالبًا ما يتم تدعيمها بواسطة كربونات الكالسيوم  أو أكسيد الحديد أو السيليكا أو الطين المتصلب.

## تصنيف

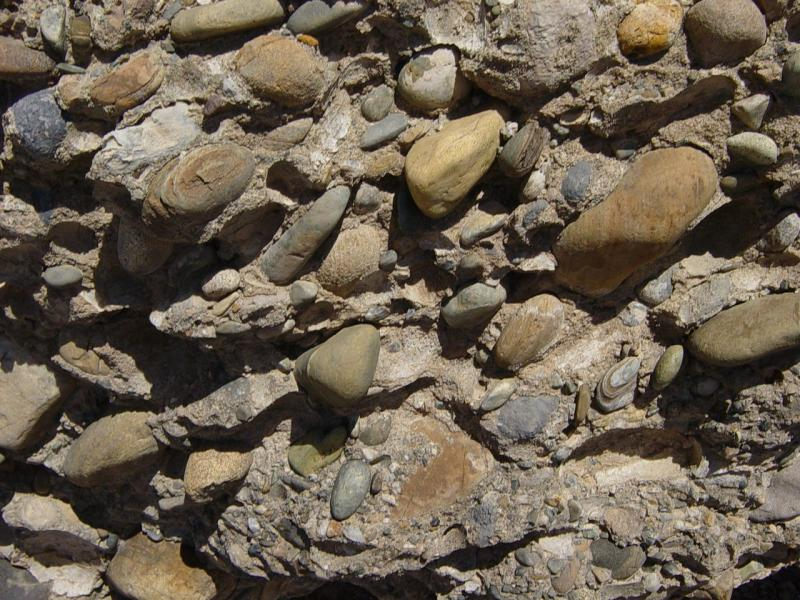
صخور الرصيص في وادي الموت

تصنف صخور الرصيص وفقا لتركيبها المعدني إلى ثلاث أنواع رئيسة: الرصيص البركانية، الرصيص البركاني. والرصيص الكاربوناتية. والرصيص الأرضية تصنف إلى عدة أنواع اعتمادا على أساس التصنيف: النسيج أو المعدنية أو أصل النشأة.

### الرصيص وفقاً لنسيجها
تقسم الرصيص بناءً على نسيجها إلى قسمين:
- الرصيص ذات الدعم الحبيبي تمتاز بتلامس الحبيبات فيما بينها، وتكون الفراغات الموجودة فيما بين الحبيبات عادة مملوءة بالحشوة الوحلية أو الرملية.
- الرصيص ذات الدعم الطيني تمتاز بندرة تلامس الحصى فيما بينها، إذ تكون الحبيبات مغمورة في ارضية من الوحل أو الرمل.

### الرصيص وفقاً لتركيبها
تقسم الرصيص بناءً على تركيبها إلى نوعين:
- الرصيص الأحادية الطراز : وهي الرصيص المؤلفة من عدد قليل من أنواع الصخور.
- الرصيص المتعددة الطراز : وهي الرصيص المؤلفة من عدة أنواع من الصخور وأحد الأنواع يكون في العادة هو الغالب.

### الرصيص وفقاً لأصل نشأتها
وتقسم إلى نوعين:

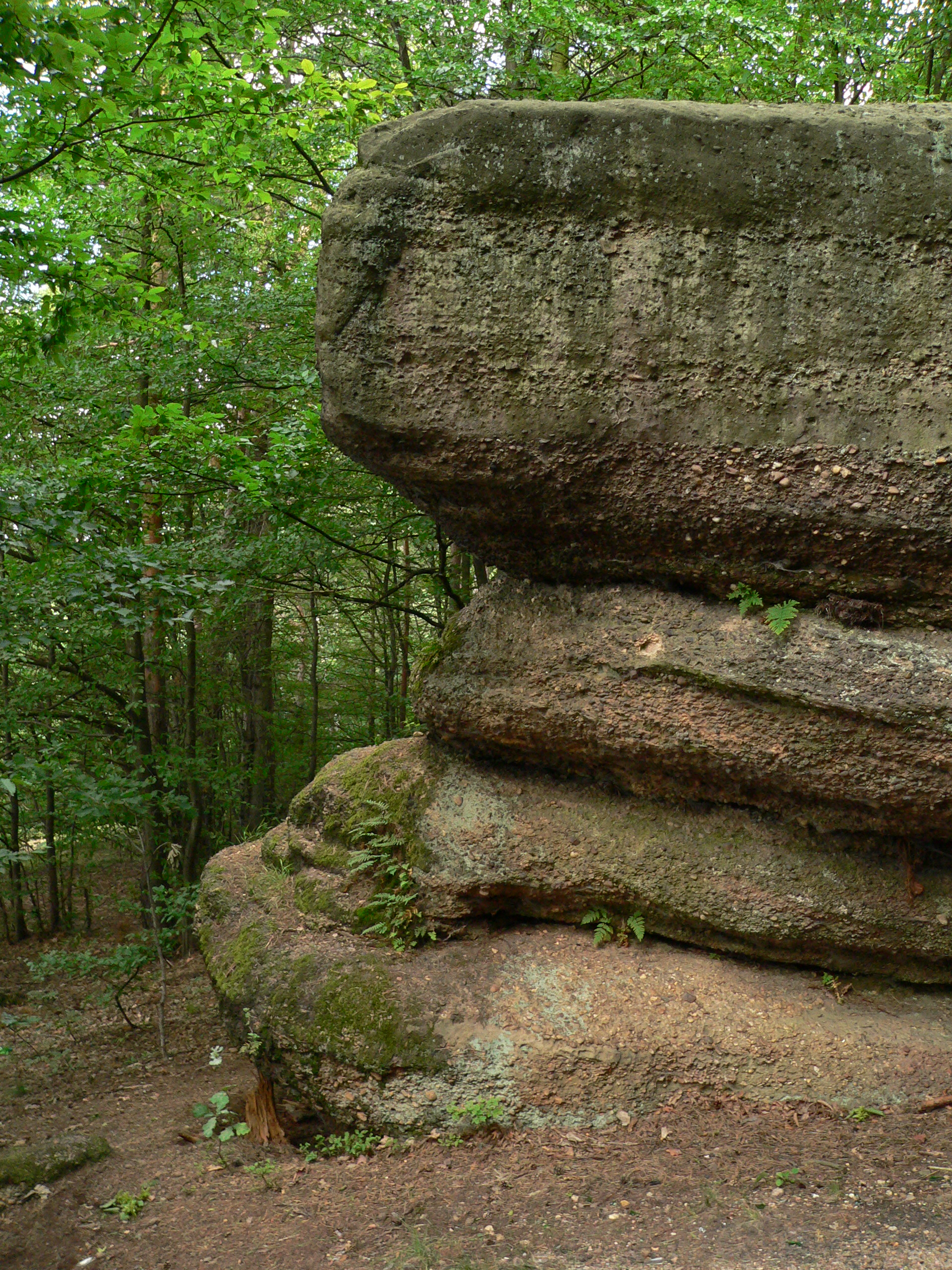

- الرصيص المتكونة داخل حوض الترسيب : وهي الرصيص المتكونة داخل حوض الترسيب. ولذلك تكون الرصيص الكاربوناتية من أكثر أنواعها شيوعا، في حين تكون الرصيص الرملية نادرة الوجود. وهناك ما يعرف بالرصيص الطينية المتكونة أيضا في داخل حوض الترسيب نتيجة لعمليات الجفاف بسبب انكشاف العمود الطبقي وتعرضه إلى الهواء مكوننا تشققات طينية وبالتالي تنفصل هذه الرقائق الطينية السطحية مكون رقائق طينية وتعرف بـ (Mud- flacks) أو نتيجة لعمليات التعرية التي يتعرض لها الجزء الأعلى من العمود الطباقي نتيجة لتوقف عملية الترسيب مكونة ما يسمى ب (Clay – gall conglomerates) إذا كانت الحشوة رملية أو (Shale conglomerates) إذا كانت الحشوة طينية.
- الرصيص المتكونة خارج حوض الترسيب :

وهي الحصى المنقولة من خارج حوض الترسيب.

## نقل الرصيص
ان مكونات الرصيص عبارة عن حبيبات فتاتية حجومها كبيرة تتجاوز 2 ملم وهذا يعني هناك حاجة إلى طاقة عالية من أجل نقل وإيصال هذا النوع من الرواسب إلى الحوض الترسيبي. وتعتبر الأنهار الجليدية والكتل الجليدية المتحركة أهم العوامل التي تقوم بعملية نقل الرصيص إلى الحوض الترسيبي، كما تتواجد الرصيص عند أقدام الجبال فضلا عن الحافات الحادة والعالية نتيجة لعمليات الزحف والانزلاقات الأرضية والجريان الحطامي.

## اقرأ أيضاً
- الحصى
- صخور المدملكات
- صخر بركاني فتاتي
- صخر ناري
- طفة بركانية
- صخر نابط
- صخور متحولة
- كوارتزيت
- ريوليت